# Brachysipalia elgonicola
Brachysipalia elgonicola – gatunek chrząszcza z rodziny kusakowatych i podrodziny rydzenic.
Gatunek ten opisał po raz pierwszy w 1995 roku Roberto Pace na łamach „Revue suisse de Zoologie”. Jako lokalizację typową wskazano Mount Elgon w Kenii.
Chrząszcz o błyszczącym, wydłużonym w zarysie ciele długości 2,2 mm. Głowa jest rudożółta, bardzo powierzchownie punktowana i o zatartym siateczkowaniu. Czułki mają człony pierwszy i drugi żółte, a człony pozostałe żółtawobrązowe. Tak jak w przypadku głowy rudożółte przedplecze ma bardzo powierzchowne punktowanie i zatarte siateczkowanie. Rudożółte pokrywy mają ostre siateczkowanie i zatarte ziarenkowanie powierzchni. Kolor odnóży jest żółty. Siateczkowanie rudożółtego odwłoka jest dobrze zaznaczone, ostre. 
Owad afrotropikalny, znany wyłącznie z Kenii. Spotkany na rzędnych 2700 m n.p.m.